# Hermanas Hong
Hong Jung-eun (nacida en 1974) y Hong Mi-ran (nacida en 1977), conocidas conjuntamente como las Hermanas Hong (Hong Jamae), son guionistas de televisión surcoreanas. Juntas han escrito populares comedias románticas en particular, My Girl (2005), You're Beautiful (2009), My Girlfriend is a Nine-Tailed Fox (2010), The Greatest Love (2011), Master's Sun (2013) y Alquimia de almas (2022).

## Carrera

### Trabajos
Las hermanas Hong Jung-eun y Hong Mi-ran originalmente fueron escritoras en espectáculos de variedades. Hicieron su debut en dramas en 2005 con Delightful Girl Choon-Hyang, una moderna versión del famoso cuento popular surcoreano Chunhyangjeon en el que Chun-hyang es una dinámica heroína, pero testaruda chica. Se convirtió en un gran éxito no sólo en Corea, sino en toda Asia. Su siguiente serie My Girl (2005), acerca de una descarada artista de la estafa que pretende ser nieta perdida de un hombre rico, fue igual de exitoso. Los dos dramas hicieron a sus jóvenes actores, Han Chae-young, Jae Hee, Lee Da-hae, Lee Joon gi, y Lee Dong-wook, en estrellas de la Ola coreana.
La racha ganadora continuó con Couple or Trouble (también conocida como Fantasy Couple, 2006), remake de la película de Hollywood de 1987 Overboard. Protagonizada por Han Ye-seul como una estirada heredera con amnesia, que se enamora de un obrero interpretado por Oh Ji-ho.
Para Hong Gil-dong (2008), basaron su protagonista en el ficticio héroe folclórico Hong Gil-dong, un Robin Hood de la era Joseon que roba a los ricos para dar a los pobres. Pero la comedia sageuk dramática protagonizada por Kang Ji-hwan y Sung Yuri combinó hechos reales y el romance, con acrobacias, llamativos vestuarios, humor y anacrónica música moderna. La serie fue muy popular en línea, pero recibió calificaciones promedio. También ganó el premio a Mejor Miniserie en el Roma Fiction Fest 2008.
You're Beautiful (2009) protagonizada por Jang Keun-suk y Park Shin-hye, en la que una novicia travestida como cantante masculino en una banda de chicos. A diferencia de sus primeros trabajos, la serie no consiguió altos índices, pero  creó un culto de seguidores (o "base" de seguidores) en línea y entre los espectadores internacionales. Tal fue su popularidad en Asia que se realizaron remakes en Japón (Ikemen desu ne, 2011) y Taiwán (Fabulous Boys, 2013). 
El siguiente drama de las hermanas Hong juega con la mitología coreana en Mi Novia es un gumiho, donde la gumiho (o nine-tailed fox) no es la aterradora femme fatale de la leyenda que se alimenta de hígados humanos. En lugar de eso, es una simpática y despistada chica (interpretada por Shin Min ah) a la que le encanta comer hanu, mientras que un aspirante a especialista (Lee Seung gi) la acompaña en su búsqueda para convertirse en humana.
Su siguiente drama, El Amor más grande (2011), se volvió a fijar en medio de los rumores e imagen del mundo del entretenimiento, protagonizada por Cha Seung-won como el artista más amado de la nación, que se enamora de una cantante de pop venida a menos (Gong Hyo-jin). Gong ganó el premio a Mejor Actriz en el Baeksang Arts Awards 2012.
Big (2012), en el que un joven de 18 años de edad y un hombre de 30 años intercambian cuerpos, protagonizada por Gong Yoo y Lee Min-jung. El drama es sin duda el menos exitoso de los trabajos de las hermanas Hong hasta el momento.
El drama Maestro del Sol (2013), una comedia romántica y de horror, protagonizada por So Ji-sub y Gong Hyo-jin acerca de una mujer que ve fantasmas reunió nuevamente a la actriz con las hermanas Hong, después de The Greatest Love.
En 2015,  lanzaron Warm and Cozy protagonizada por Yoo Yeon-seok y Kang So-ra, desarrollada en un restaurante en la isla Jeju. El título es la traducción inglesa  de una frase en dialecto Jeju "Mendorong Ttottot."

## Filmografía
| Título                | Título coreano       | Reparto                                                                                        | Director(s)                   | Red  | Periodo de emisión                             | Episodios | Índice más alto | Índice más bajo | Índice mediano |
| --------------------- | -------------------- | ---------------------------------------------------------------------------------------------- | ----------------------------- | ---- | ---------------------------------------------- | --------- | --------------- | --------------- | -------------- |
| Sassy Girl Chun-hyang | 쾌걸 춘향            | Han Chae-young, Jae Hee, Uhm Tae-woong, Park Si-eun                                            | Jeon Ki-sang, Ji Byung-hyun   | KBS2 | 3 de enero – 1 de marzo de 2005                | 17        | 31.3%           | 15.4%           | 23.8%          |
| Mi Chica              | 마이걸               | Lee Da-hae, Lee Dong-wook, Lee Joon-gi, Park Si-yeon                                           | Jeon Ki-sang                  | SBS  | 14 de diciembre de 2005 – 2 de febrero de 2006 | 16        | 24.0%           | 14.0%           | 19.4%          |
| Couple or Trouble     | 환상의 커플          | Han Ye-seul, Oh Ji-ho, Kim sung-min, Park Han-byul                                             | Kim sang-ho                   | MBC  | 14 de octubre – 3 de diciembre de 2006         | 16        | 21.4%           | 9.9%            | 13.6%          |
| Hong Gil-dong         | 쾌도 홍길동          | Kang Ji-hwan, Sung Yu-ri, Jang Keun-suk                                                        | Lee Jung-sub                  | KBS2 | 2 de enero – 26 de marzo de 2008               | 24        | 16.9%           | 8.8%            | 14.5%          |
| You're Beautiful      | 미남이시네요         | Park Shin-hye, Jang Keun-suk, Jung Yong-hwa, Lee Hong-gi                                       | Hong Sung-chang               | SBS  | 7 de octubre – 26 de noviembre de 2009         | 16        | 10.9%           | 7.5%            | 9.2%           |
| Mi novia es un gumiho | 내 여자친구는 구미호 | Lee Seung-gi, Shin Min-a, No Min-woo                                                           | Boo Sung-chul                 | SBS  | 11 de agosto – 30 de septiembre de 2010        | 16        | 19.9%           | 8.7%            | 12.6%          |
| El Amor más Grande    | 최고의 사랑          | Cha Seung-won, Gong Hyo-jin, Yoon Kye-sang, Yoo in-na                                          | Park Hong-kyun, Lee Dong-yoon | MBC  | 4 de mayo – 23 de junio de 2011                | 16        | 21.0%           | 8.4%            | 16.0%          |
| Big                   | 빅                   | Gong Yoo, Lee Min-jung, Shin Won-ho, Bae Suzy                                                  | Ji Byung-hyun, Kim sung-yoon  | KBS2 | 4 de junio – 24 de julio de 2012               | 16        | 11.1%           | 7.4%            | 8.5%           |
| Master's Sun          | 주군의 태양          | Gong Hyo-jin, So Ji-sub, Seo in-guk, Kim Yoo-ri                                                | Jin Hyuk                      | SBS  | 7 de agosto – 3 de octubre de 2013             | 17        | 21.8%           | 13.6%           | 17.2%          |
| Tibio y Acogedor      | 맨도롱 또똣          | Kang So-ra, Yoo Yeon-seok, Jinyoung                                                            | Park Hong-kyun, Kim Hee-won   | MBC  | 13 de mayo – 2 de julio de 2015                | 16        | 8.8%            | 5.6%            | 7.4%           |
| A Korean Odyssey      | 화유기               | Lee Seung-gi, Cha Seung-won, Oh Yeon-seo, Lee Hong-gi                                          | Park Hong-kyun                | tvN  | 23 de diciembre de 2017 - 4 de marzo de 2018   | 20        | 6.9%            | 3.5%            | 5.4%           |
| Hotel Del Luna        | 호텔 델루나          | Lee Ji-eun, Yeo Jin-goo                                                                        | Oh Choong-hwan                | tvN  | 13 de julio - 1 de septiembre de 2019          | 16        | 12%             | 7%              | 8,8%           |
| Soul Marriage         | 환혼                 | Lee Jae-wook, Jung So-min, Hwang Min-hyun, Shin Seung-ho, Yoo Jun-sang, Oh Na-ra y Jo Jae-yoon | Park Joon-hwa                 | tvN  | 18 de junio de 2022 -                          | 20        |                 |                 |                |

## Premios
- 2011 MBC Premios de Obra: Escritor del Año (El Amor más Grande)